# Lijst van afleveringen van The Mysteries of Laura
Dit is een lijst met afleveringen van de Amerikaanse televisieserie The Mysteries of Laura.
Een overzicht van alle afleveringen is hieronder te vinden.

## Seizoen 1 (2014-2015)
| nr. in serie | nr. in seizoen | Titel                                     | Regisseur         | Schrijver(s)                        | Uitzenddatum      |
| ------------ | -------------- | ----------------------------------------- | ----------------- | ----------------------------------- | ----------------- |
| 1            | 1              | Pilot                                     | McG               | Jeff Rake                           | 17 september 2014 |
| 2            | 2              | The Mystery of the Dead Date              | McG               | Jeff Rake                           | 24 september 2014 |
| 3            | 3              | The Mystery of the Biker Bar              | Millicent Shelton | Amanda Green & Blair Singer         | 1 oktober 2014    |
| 4            | 4              | The Mystery of the Sex Scandal            | Bronwen Hughes    | Margaret Easley & Laura Putney      | 8 oktober 2014    |
| 5            | 5              | The Mystery of the Terminal Tenant        | Vince Misiano     | Jeff Rake & Amanda Green            | 15 oktober 2014   |
| 6            | 6              | The Mystery of the Red Runway             | Michael Lange     | Jeffrey Lippman & Rick Marin        | 22 oktober 2014   |
| 7            | 7              | The Mystery of the Art Ace                | Jace Alexander    | Rick Marin & Jeffery Lippman        | 29 oktober 2014   |
| 8            | 8              | The Mystery of the Mobile Murder          | Michael Schultz   | Bill Chais & Diarra Kilpatrick      | 5 november 2014   |
| 9            | 9              | The Mystery of the Dysfunctional Dynasty  | Michael Fields    | Bill Chais & Beth Armogida          | 19 november 2014  |
| 10           | 10             | The Mystery of the Fertility Fatality     | Mike Listo        | Margaret Easley & Laura Putney      | 10 december 2014  |
| 11           | 11             | The Mystery of the Frozen Foodie          | Cherie Nowlan     | Jeffrey Lippman & Beth Armogida     | 7 januari 2015    |
| 12           | 12             | The Mystery of the Fateful Fire           | Randy Zisk        | Amanda Green & Diarra Kilpatrick    | 14 januari 2015   |
| 13           | 13             | The Mystery of the Deemed Dealer          | Bethany Rooney    | Jeff Rake & Blair Singer            | 4 februari 2015   |
| 14           | 14             | The Mystery of the Popped Pugilist        | Norman Buckley    | Bill Chais & Rick Marin             | 11 februari 2015  |
| 15           | 15             | The Mystery of the Alluring Au Pair       | Cherie Nowlan     | Laura Putney & Margaret Easley      | 18 februari 2015  |
| 16           | 16             | The Mystery of the Exsanguinated Ex       | Randy Zisk        | Amanda Green & Jason Ning           | 25 februari 2015  |
| 17           | 17             | The Mystery of the Intoxicated Intern     | Vince Misiano     | Jeffrey Lippman & Diarra Kilpatrick | 25 maart 2015     |
| 18           | 18             | The Mystery of the Sunken Sailor          | Michael Schultz   | Rick Marin & Beth Armogida          | 1 april 2015      |
| 19           | 19             | The Mystery of the Dodgy Draft            | Vince Misiano     | Bill Chais & Blair Singer           | 22 april 2015     |
| 20           | 20             | The Mystery of the Crooked Clubber        | Tricia Brock      | Amanda Green & Jacob Copithorne     | 6 mei 2015        |
| 21           | 21             | The Mystery of the Deceased Documentarian | Mel Damski        | Laura Putney & Margaret Easley      | 13 mei 2015       |
| 22           | 22             | The Mystery of the Corner Store Crossfire | Bethany Rooney    | Jeff Rake                           | 20 mei 2015       |

## Seizoen 2 (2015-2016)
| nr. in serie | nr. in seizoen | Titel                                   | Regisseur       | Schrijver(s)                     | Uitzenddatum      |
| ------------ | -------------- | --------------------------------------- | --------------- | -------------------------------- | ----------------- |
| 23           | 1              | The Mystery of the Taken Boy            | Michael Smith   | Jeff Rake & Amanda Green         | 23 september 2015 |
| 24           | 2              | The Mystery of the Cure to Loneliness   | Michael Schultz | Marc Dube & Dean Lopata          | 30 september 2015 |
| 25           | 3              | The Mystery of the Locked Box           | Bethany Rooney  | Laura Putney & Margaret Easley   | 7 oktober 2015    |
| 26           | 4              | The Mystery of the Convict Mentor       | Cherie Nowlan   | Jeff Rake & Niceole R. Levy      | 14 oktober 2015   |
| 27           | 5              | The Mystery of the Watery Grave         | Guy Norman Bee  | Amanda Green & Nikhil S. Jayaram | 21 oktober 2015   |
| 28           | 6              | The Mystery of the Dead Heat            | Norman Buckley  | Marc Dube & Kyle Warren          | 28 oktober 2015   |
| 29           | 7              | The Mystery of the Maternal Instinct    | Michael Schultz | Dean Lopata & Niceole R. Levy    | 4 november 2015   |
| 30           | 8              | The Mystery of the Ghost in the Machine | Norman Buckley  | Jeff Rake & Nikhil S. Jayaram    | 18 november 2015  |
| 31           | 9              | The Mystery of the Triple Threat        | Bethany Rooney  | Laura Putney & Margaret Easley   | 6 januari 2016    |
| 32           | 10             | The Mystery of the Downward Spiral      | Cherie Nowlan   | Amanda Green & Kyle Warren       | 13 januari 2016   |
| 33           | 11             | The Mystery of the Unwelcome Houseguest | Michael Smith   | Marc Dube & Niceole R. Levy      | 20 januari 2016   |
| 34           | 12             | The Mystery of the Morning Jog          | Peter Werner    | Dean Lopata & Nikhil S. Jayaram  | 3 februari 2016   |
| 35           | 13             | The Mystery of the Dark Heart           | NNB             | Nikhil S. Jayaram                | 10 februari 2016  |
| 36           | 14             | The Mystery of the Political Operation  | NNB             | NNB                              | 17 februari 2016  |
| 37           | 15             | The Mystery of the Unknown Caller       | NNB             | NNB                              | 24 februari 2016  |
| 38           | 16             | The Mystery of the End of Watch         | NNB             | NNB                              | 2 maart 2016      |